# Leucanella windi
Leucanella windi är en fjärilsart som beskrevs av Lemaire 1973. Leucanella windi ingår i släktet Leucanella och familjen påfågelsspinnare. Inga underarter finns listade i Catalogue of Life.